# Ingenieurtechnischer Verband für Altlastenmanagement und Flächenrecycling
Der Ingenieurtechnische Verband für Altlastenmanagement und Flächenrecycling (ITVA) ist eine ingenieurwissenschaftliche Gesellschaft. Der ITVA wurde 1990 „auf Initiative engagierter Sanierungsfachleute aus Ost und West und mit Unterstützung des damaligen Bundesumweltministers Töpfer als politisch und wirtschaftlich unabhängiger technisch-wissenschaftlicher Verein“ gegründet. Nach eigener Darstellung ist er die einzige bundesweit engagierte Informations- und Kommunikationsplattform fachpolitischer Belange der Arbeitsfelder Altlastenmanagement und Flächenrecycling. Er verfolgt gemäß seiner Satzung gemeinnützige Zwecke.
Der Sitz des Verbandes ist Berlin; die Geschäftsstelle befindet sich am Askanischen Platz 4.
In Fachausschüssen werden Arbeitshilfen, Richtlinien, Handlungsempfehlungen, Stellungnahmen, Weiterbildungsangebote sowie Materialien zur Öffentlichkeitsarbeit erarbeitet. Jährlich werden Altlastensymposien durchgeführt. Der ITVA gibt ferner das Fachorgan altlasten spektrum heraus.
Der ITVA nimmt sich verstärkt des Problems der Kampfmittel an, die auch rd. 70 Jahre nach dem Ende des Zweiten Weltkriegs noch zu Personen- und Sachschäden, vor allem bei Baumaßnahmen, führen. Dazu wurde ein neuer Fachausschuss Kampfmittelräumung eingerichtet, „der zum Thema Kampfmittel Betroffene und Beteiligte sensibilisieren, die Verknüpfung mit den Bereichen Flächenrecycling und Arbeitssicherheit aufzeigen und schließlich Hilfestellungen für Praxis und Vollzug geben möchte.“